# Sahastata wesolowskae
Espèce
Sahastata wesolowskae est une espèce d'araignées aranéomorphes de la famille des Filistatidae.

## Distribution
Cette espèce est endémique d'Oman.

## Description
Le mâle holotype mesure 5,98 mm et la femelle paratype 8,17 mm.

## Étymologie
Cette espèce est nommée en l'honneur de Wanda Wesołowska.

## Publication originale
- Magalhaes, Stockmann, Marusik & Zonstein, 2020 : « On Sahastata (Araneae: Filistatidae): complementary description of the generotype and two new species from Oman and Morocco. » Zootaxa, no 4899(1), p. 215-246.